# Infraestructura de Honduras
Las obras de infraestructura datan de tiempos prehispánicos, pero han evolucionado durante la conquista e independencia de Honduras. En 2015, Honduras fue contabilizado como el quinto país con peor infraestructura a nivel del continente americano y en el puesto 102 de los 144 países, obteniendo una calificación de 3,7 de un máximo de 7, en la lista del Reporte de Competitividad Global del Foro Económico Mundial.

## Historia
La historia del urbanismo en Honduras data desde el siglo V, en la ciudad de Copán, cuando la cultura maya se encontraba en su apogeo. Durante la conquista de la actual Honduras llegaron nuevas formas de urbanismo, que se mejoró luego de la independencia.

## Transporte
Los pueblos prehispánicos desarrollaron sus propias rutas terrestres y marinas, durante la colonia se desarrollaron nuevos caminos que se modernizaron luego de la independencia de Honduras. Luego de la conquista se crearon nuevas rutas marinas hacia Europa. Después de la independencia se mejoraron las carreteras y se crearon nuevas rutas marítimas y aéreas.

### Carreteras de Honduras
La principal autopista de Centroamérica es la Carretera Panamericana, que recorre todos los países de América Central y conecta a Norteamérica con Sur América. Además cada país cuenta con sus propias autopistas troncales, y redes viales primarias y secundarias que conectan con todos sus pueblos y puertos. Las principales carreteras de Honduras son las siguientesː

#### Carretera Panamericana
Trayecto Norte-Sur San Salvador - Choluteca - Managua
El sector o tramo oficial de la carretera panamericana en Honduras inicia en la frontera El Amatillo (frontera con El Salvador, continuando hacia Nacaome, Jícaro Galán, donde se conecta con la Carretera del Sur, siguiendo camino hacia Choluteca, San Marcos de Colón, y la frontera El Espino (Frontera con Nicaragua). 
Otras rutas que conectas las naciones centroamericanas en Honduras son:
- La frontera El Poy de El Salvador con Tegucigalpa para continuar hacia Nicaragua.

- Las fronteras con Guatemala Aguas Calientes, Corinto o El Florido, cruzando las ciudades de Nueva Ocotepeque, Santa Rosa de Copán, San Pedro Sula, Siguatepeque, Comayagua hasta llegar a la capital, en el Anillo Periférico de Tegucigalpa; pasando a Tegucigalpa, por el interconector regional o boulevard de las Fuerzas Armadas que culmina en la carretera de oriente, que une a las ciudades de Danlí (El Paraíso), hasta llegar a la frontera Las Manos, en oriente colindante con Nicaragua.

- Desde Nacaome también se recorre San Lorenzo, Choluteca, pasando hacia otras dos fronteras de Nicaragua: Frontera La Fraternidad y Frontera El Guasaule.

#### Puentes
Honduras cuenta con diversos puentes que une las diferentes comunidades del país, entre ellos destacan el Puente de Choluteca y el Puente Mallol.

### Puertos
La Empresa Nacional Portuaria es un organismo descentralizado y responsable de todas las actividades involucradas en la administración de las naves, cargas, actividad y obras que se llevan a cabo en los puertos nacionales.Esta tiene jurisdicción en todos los puertos marítimos de Honduras. Es fundada el 14 de octubre de 1965, bajo el gobierno del expresidente Oswaldo López Arellano.
La Empresa Nacional Portuaria opera en los siguientes puertos hondureños:
- Amapala
- Puerto Cortés
- La Ceiba
- Puerto Castilla
- San Lorenzo

### Faros
Además de puertos, Honduras cuenta con 13 faros para dar servicio en sus costas. Están ubicados en Puerto Cortés, Punta Sal, Punta Izopo, Faro de Isla de Utila, Isla de Roatán, Punta Oeste, Punta Roca Negra, Punta Caxinas, Cabo Camarón, Punta Patuca, Cabo Falso y Cochino Grande.

### Aeropuertos
Honduras cuenta con aeropuertos en sus 18 departamentos; Atlántida, Choluteca, Colón, Comayagua, Copán, Cortés, El Paraíso, Francisco Morazán, Gracias a Dios, Intibucá, Islas de la Bahía, La Paz, Lempira, Ocotepeque, Olancho, Santa Bárbara, Valle y Yoro. 
Sus aeropuertos internacionales principales son el Aeropuerto Internacional Ramón Villeda Morales y el Aeropuerto Internacional de Comayagua, que dan servicio al norte y centro-sur del país, respectivamente. Además de estos dos aeropuertos principales, Honduras cuenta con otros tres aeropuertos internacionales más pequeños como el Aeropuerto Internacional Golosón, el Aeropuerto Internacional Juan Manuel Gálvez y el Aeropuerto Internacional Toncontín.

### Ferrocarril
El Ferrocarril Nacional de la república de Honduras nació a mediados del siglo XIX, usado como medio de transporte masivo en aquellos tiempos. Este significó un sueño de avance y desarrollo del país Centroamericano, pero dejó de ser tan útil en los últimos años del siglo XX y dejando de funcionar en su totalidad después del huracán Mitch, en 1998.

## Telecomunicaciones
Las telecomunicaciones en Honduras han avanzado a un buen ritmo, innovándose en ellas casi al mismo tiempo que los demás países. Honduras incursiona en la telegrafía en 1876 (se inventó en 1833) y en la telefonía en 1891 (se inventó en 1857), y en 1928 comienzan las primeras transmisiones radiales.
Se estima que las telecomunicaciones representan el 7,1% del (PIB) en Honduras (2008).

### Hondutel
Hondutel es la empresa estatal de Telecomunicaciones de la República de Honduras, encargada de proveer servicios de telecomunicaciones (fija, móvil, Internet) y tecnologías de la información

### Cables submarinos
Los principales cables submarinos que conectan a Honduras con la red global son MAYA-1, con una capacidad de transmisión y recepción de 95 GBps, y el cable ARCOS-1 con una capacidad de transmisión y recepción de 960 GBps.

## Áreas urbanas
Un estudio hecho por CEPAL en 2015, demuestra en orden las capitales de mayor a menor desarrollo (tanto industrial como comercial, económico, infraestructural, turístico y de inversión extranjera), destacando a Tegucigalpa en el quinto lugar.
Tegucigalpa

### Distritos financieros
Distritos financieros (en inglés, "central business district" o "downtown") es el término con el que se designa habitualmente a las áreas centrales en que se concentran los comercios y las oficinas, así como las sedes de los Centros Internacionales de Comercio: ubicados en la parte más moderna de la ciudad, se caracterizan porque allí la inversión extranjera es mayor y normalmente coinciden con la parte más moderna del casco urbano.
Los principales distritos financieros en Honduras son el centro de Tegucigalpa y el centro de San Pedro Sula.

### Edificios y rascacielos
Honduras cuenta con varios edificios, la siguiente es una lista con los rascacielos de más de 100 metros de altura:
| N.º | Edificio               | Ciudad         | Metros cuadrados (por 1000) | Plantas |
| --- | ---------------------- | -------------- | --------------------------- | ------- |
| 1   | Panorama Life Torre II | San Pedro Sula | 112                         | 33      |
| 2   | Torre Panorama Life    | San Pedro Sula | 102                         | 27      |
| 3   | Torre Sky              | Tegucigalpa    | 100.5 m                     | 23      |

### Centros Comerciales
Honduras cuenta con varios centros comerciales en sus diferentes ciudades.
| N.º | Centro Comercial | Ciudad         | Metros cuadrados (por 1000) | Plantas |
| --- | ---------------- | -------------- | --------------------------- | ------- |
| 1   | City Mall        | San Pedro Sula | 115                         | 3       |
| 2   | Multiplaza       | Tegucigalpa    | 150                         | 3       |

## Energía
La Empresa Nacional de Energía Eléctrica, conocida como la ENEE, es un organismo autónomo responsable de la producción, transmisión, distribución y comercialización de energía eléctrica en Honduras. Es fundada el 20 de febrero de 1957, bajo la administración de la Junta Militar de Honduras 1956-1957.

## Infraestructuras hidráulicas

### Agua potable y saneamiento
El Servicio Autónomo Nacional de Acueductos y Alcantarillados (SANAA) es una empresa estatal de Honduras, fundado en 1961 bajo el decreto 61, encargada de desarrollar los abastecimientos públicos de agua potable y alcantarillados sanitarios en el país.
Honduras cuenta con diversos acueductos, embalses y canales de riego para dar servicion a la población.

### Represas de Honduras
Honduras ha construido varias represas para la producción de energía, entre las que destacanː
- Central Hidroeléctrica Francisco Morazán (Produce 300 megavatios por hora.
- Río Lindo (ENEE)
- Cañaveral (ENEE)
- Níspero (ENEE)
- Santa María Real, dejó de operar en 1988 (ENEE)
- El Coyolar, inició a operar en 2001 (ENEE)
- Nacaome, inició a operar en 2002 (ENEE)
- Zacapa, inició a operar en 2001 (Privada)
- La Nieve (Privada)
- Patuca I (270 MW)
- Patuca II (150 MW)
- Patuca III (104 MW)

### Riego en Honduras
Honduras es un país con gran tradición en el diseño y construcción de obras hidroagrícola, la cual se remonta a la época prehispánica. Esta tradición en el diseño y la construcción de infraestructura hidroagrícola continuó enriqueciéndose durante la época colonial y la independencia. Sin embargo, no fue sino hasta después de la independencia que se inicia la construcción de las grandes obras de riego.

### Presupuesto e inversiones del gobierno en infraestructura
El gobierno de Honduras cuenta con inversiones en infraestructura mediante diferentes gabinetes y ministerios:
- Gabinete de Infraestructura productiva, en el que se invierten 35,411 millones de Lempiras (22.85 % del presupuesto) anualmente,
- Infraestructura y Servicios Públicos en la que se invierten 3,074 millones,
- Infraestructura Productiva: 39,644 millones
- Desarrollo e Infraestructura Social: 70,368.2 millones
- Secretaría de Obras Públicas, Transporte y Vivienda de Honduras (SOPTRAVI): 3 mill millones de Lempiras
- Fondo vial; 1,000 millones de Lempiras.